# Voo Somali Airlines 40
O Voo Somali Airlines 40 foi um voo doméstico programado da Somali Airlines em 20 de julho de 1981 de Mogadíscio para Hargeisa, na Somália. A aeronave caiu alguns minutos após a decolagem, e todos os 44 passageiros e seis tripulantes a bordo morreram.

## Voo e queda
Em 20 de julho de 1981, o voo 40 da Somali Airlines, operado por um Fokker F27 Friendship, decolou do Aeroporto Internacional Aden Adde com destino ao Aeroporto Internacional de Hargeisa em Hargeisa. Posteriormente, ele retornou ao aeroporto de Mogadíscio para alguns reparos, antes de partir pela segunda vez. Poucos minutos depois que o voo 40 decolou novamente, a aeronave entrou em uma área de forte chuva. A tripulação de voo posteriormente perdeu o controle e caiu perto da cidade de Balad. Todas as 50 pessoas a bordo morreram, o maior acidente aéreo em número de fatalidades no espaço aéreo da Somália.

## Investigação
A investigação do acidente determinou que a aeronave havia entrado em um mergulho em espiral após encontrar fortes rajadas verticais. As cargas durante o mergulho aumentaram para aproximadamente 5,76 g, excedendo os limites de tensão do projeto do tipo Fokker F27 e fazendo com que sua asa direita se separasse. Acredita-se que a tripulação de voo cometeu um erro ao decolar durante condições conhecidas de tempestade.